# Polsat SuperHit Festiwal 2018
Polsat SuperHit Festiwal 2018 – czwarta edycja festiwalu Polsat SuperHit. Festiwal odbył się w dniach 25–27 maja 2018 w Operze Leśnej w Sopocie. Emisja w kanałach Polsatu: Polsacie i Polsacie 2.

## Dzień 1 (piątek, 25 maja, godz. 20:00)

### Koncert Platynowy
Pierwszego dnia festiwalu wystąpili artyści, których albumy od stycznia 2017 do lutego br. pokryły się platyną. Koncert poprowadzili Maciej Dowbor, Sławomir Zapała, Magdalena Kajrowicz oraz Darek Maciborek z RMF FM.
Wystąpili:
- Sławomir Zapała
- Ania Dąbrowska
- Cleo
- Kortez
- Doda
- Artur Andrus
- Michał Szpak
- Piękni i Młodzi
- Natalia Nykiel
- Maryla Rodowicz i Donatan
- Boys
- Mini Disco
- Ewelina Lisowska
- Mateusz Ziółko
- Popek
- Kali

### Jubileusz 10-lecia Sylwii Grzeszczak
Kolejnym koncertem rozpoczynającym festiwal był recital Sylwii Grzeszczak świętującej 10 lat swojej działalności muzycznej. Występ poprowadził Krzysztof Ibisz.
Podczas występu ogłoszono informację, że utwór wspólny Sylwii Grzeszczak i Mateusza Ziółko pt. „Bezdroża” został Cyfrową Piosenką roku 2017.

### Minirecital Sławomira
Koncertem kończącym pierwszy dzień festiwalu był minikoncert Sławomira Zapały.

## Dzień 2 (sobota, 26 maja, godz. 20:00)

### Radiowy Przebój Roku
Drugi dzień festiwalu rozpoczął koncert, na którym rostrzygnieęto konkurs na najczęściej grany utwór w rozgłośniach radiowych. Występy poprowadzili Ewa Farna, Maciej Rock, Dariusz Maciborek, Krzysztof Ibisz i Ewa Błachnio oraz Kabaret Młodych Panów.
Wystąpili:
- Grzegorz Hyży
- C-BooL
- Gromee
- Kayah
- Sound'n'Grace i Filip Lato
- Lanberry
- Anna Wyszkoni
- Natalia Szroeder
- Ewa Farna
- Margaret
- Loka

| Miejsce | Wykonawca     | Singel                   |
| ------- | ------------- | ------------------------ |
| 1.      | Grzegorz Hyży | „O Pani!”                |
| 2.      | C-BooL        | „DJ Is Your Second Name” |
| 3.      | Gromee        | „Spirit”                 |

### Jubileusz Michała Bajora
Drugim koncertem był koncert jubileuszowy Michała Bajora. Jego występ poprowadziła Agnieszka Hyży.

## Dzień 3 (niedziela, 27 maja, godz. 20:00)

### Sopocki Hit Kabaretowy
Festiwal tradycyjnie zakończył kabareton, który uświetniły takie grupy i satyrycy jak: Kabaret Neo-Nówka, Piotr Bałtroczyk, Kabaret Skeczów Męczących, Kabaret Ani Mru Mru, Ewa Błachnio, Kabaret Młodych Panów, Jerzy Kryszak, Grzegorz Halama, Kabaret Smile, Taraka oraz Live Club Band.
Tegoroczny kabareton poprowadzili Marcin Wójcik z Kabaretu Ani Mru Mru, Piotr Bałtroczyk oraz Paulina Sykut-Jeżyna.